# 端木美
端木美（？—），女，安徽安庆人，中国欧洲近现代史学家，中国社会科学院世界历史研究所研究员，中国法国史研究会会长，曾任欧美同学会副会长。

## 家庭
父亲端木正。